# Barbora Šťastná
Barbora Šťastná, rozená Chvojková, (* 1973) je česká spisovatelka, novinářka, blogerka a překladatelka.

## Život
Vyrůstala v Kynšperku nad Ohří a v Karlových Varech. Maturovala v roce 1991, poté studovala dramaturgii na DAMU a posléze scenáristiku na FAMU. Během studií se začala věnovat žurnalistice. Psala do časopisů Týden, Premiere a Elle, posléze se stala šéfredaktorkou časopisu Moje psychologie, kterou dělala čtyři roky. Od roku 2019 je editorkou sbírky vzpomínek pamětníků Paměť národa.
Má dvě dcery, žije v Praze. Jejím druhým manželem je malíř a grafik Pavel Beneš.[zdroj?]

## Dílo
Věnovala se překladatelské činnosti. Přeložila několik knih z francouzštiny.

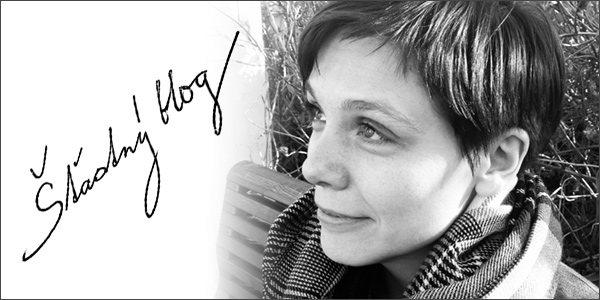
Záhlaví Šťastného blogu

V letech 2010 až 2018 psala Šťastný blog. Zápisky z blogu jí posloužily jako základ pro knihy Šťastná kniha (2013), Jak jsem sebrala odvahu (2015) a Dobrá tak akorát (2017). Jejími dalšími knihami jsou Láska pro samouky (2019; v roce 2023 byl podle knihy natočen film Život pro samouky v režii Jitky Rudolfové), Hezčí svět (2020), Samotářky (2022) a Hotel Atlantic (2023), všechny vyšly v nakladatelství Motto.
V roce 2025 jí vyšel v nakladatelství Argo soubor povídek o lásce podle skutečných příběhů Paměti národa pod názvem Prstýnek z drátu a v nakladatelství Motto román Třicet pět večírků. 
Z práce editorky Paměti národa čerpala náměty na knihy Samotářky, Hotel Atlantic a Prstýnek z drátu.